# Tychówko, Hạt Świdwin
Tychówko [tɨˈxufkɔ] (tiếng Đức: Woldisch Tychow) là một khu định cư ở khu hành chính của Gmina Połczyn-Zdrój, trong quận Świdwin, West Pomeranian Voivodeship, ở phía tây bắc Ba Lan. Nó nằm khoảng 15 kilômét (9 mi)   phía bắc Połczyn-Zdrój, 24 km (15 mi) về phía đông bắc của Świdwin và 112 km (70 mi) về phía đông bắc của thủ đô khu vực Szczecin.
Trước năm 1945, khu vực này là một phần của Đức. Đối với lịch sử của khu vực, xem Lịch sử của Pomerania.
Khu định cư có dân số 310.

## Cư dân đáng chú ý
- Max Wagenknecht (1857 Từ1922), nhà soạn nhạc của organ và piano